# The Best of Severina
The Best of Severina è la terza raccolta dei più grandi successi di Severina Vučković.
Questa raccolta, pubblicata sotto l'etichetta della City Records, viene creata solo per il mercato della Serbia e del Montenegro.
Questa raccolta contiene anche parecchie canzoni dell'album Severgreen che, anche se in Croazia non ha riscosso molto successo, ha avuto un notevole successo in Serbia, in Montenegro e in Bosnia e Erzegovina.

## Tracce
1. Adam i Seva (turkish chicken)
2. Vrati se pod hitno
3. 'Ko je kriv (duetto con Boris Novković)
4. Iz glave
5. Niti s tobom, nit' bez tebe (samoća)
6. Ja samo pjevam
7. Ti si srce moje (duetto con Dražen Žerić Žera)
8. Djevojka sa sela
9. Rastajem se od života (duetto con Željko Bebek)
10. Da si moj
11. Tvoja prva djevojka
12. Trava zelena
13. Od rođendana do rođendana
14. Ante
15. Prijateljice
16. Kreni (duetto con Amir Kazić Leo)
17. Dalmatinka
18. Šta me sad pitaš šta mi je